# Reichsgesetzblatt (Frankfurter Nationalversammlung)

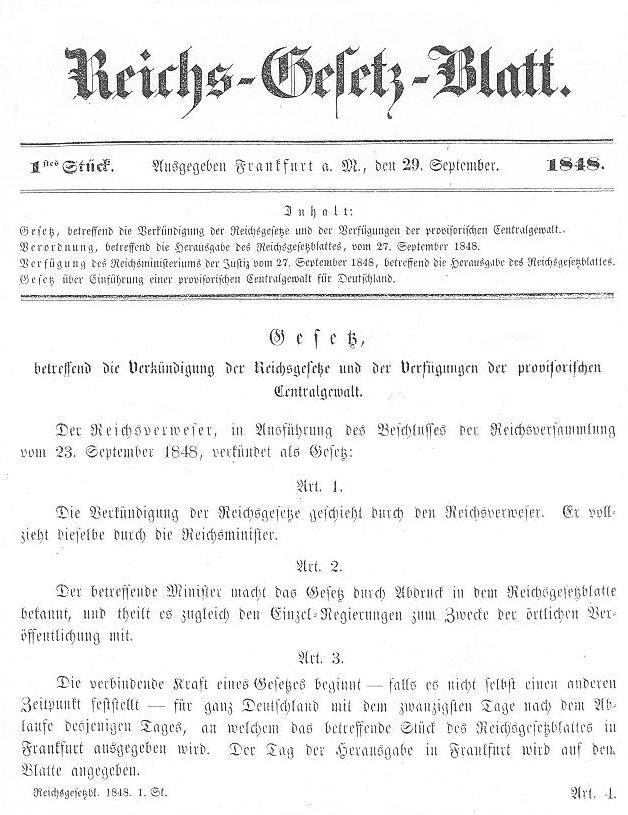

Das Reichsgesetzblatt der Frankfurter Nationalversammlung war eine Veröffentlichung des entstehenden Deutschen Reiches von 1848/1849. Es war das erste ganz Deutschland umfassende Gesetzesblatt.
Zur Verkündung von Anordnungen der Provisorischen Zentralgewalt sowie zur Verkündung von Reichsgesetzen der deutschen Nationalversammlung erschien ein eigenes Publikationsorgan nötig. In der Vorlage zur Debatte über die Einführung eines regelmäßigen Reichsgesetzblattes sah man von unregelmäßig erscheinenden Flugblättern oder der Bekanntgabe von Gesetzen in Zeitungen ab. Insbesondere lehnte man die Nutzung der in den Ländern erscheinenden Gesetzesblätter ab, weil diese der beanspruchten übergeordneten Stellung der Reichsbehörden nicht entsprechen würde. Das Blatt wurde vom Reichsjustizminister herausgegeben.
Es erschienen insgesamt achtzehn Ausgaben des Reichsgesetzblattes. Die letzte datiert vom 7. Juni 1849.
In der Ausgabe vom 28. April 1849 wurde die genau einen Monat zuvor, am 28. März 1849, verkündete, von der Nationalversammlung beschlossene Verfassung des deutschen Reiches verkündet. Sie wurde auch von den meisten Staaten anerkannt. Weil darunter aber die mächtigsten fehlten und insbesondere in Ermangelung der Unterstützung durch die souveränen Fürsten, erlangte die Verfassung keine Wirksamkeit. Nach der rechtswidrigen Auflösung der Nationalversammlung endete auch das Erscheinen dieses Reichsgesetzblattes.